# Venko Markovski
Venko Markovski, bulharsky Венко Марковски (5. březen 1915, Skopje — 7. leden 1988, Sofie) byl makedonsko-bulharský spisovatel komunistické orientace.

## Život
Narodil se na území dnešní Severní Makedonie, která byla tehdy součást Srbska a brzy byla okupována Bulharskem. Markovski odešel studovat slovanské jazyky na univerzitu do Sofie. V Sofii se stal členem Makedonského literárního kruhu (1938–1941). To už byl také komunistou. Protože kominterna ve 30. letech rozhodla, že je třeba podporovat makedonskou národnost, označoval se v té době za Makedonce. Roku 1938 to manifestoval i sbírkou Narodni bigor, což byla první kniha v makedonštině, která nebyla psána v dialektu.
Pro svou komunistickou činnost byl roku 1941 zatčen a poslán do koncentračního tábora Enikyoi. Podařilo se mu z něj však uprchnout a zapojil se do hnutí jugoslávských partyzánů v Makedonii. Po válce se stal výraznou politickou postavou socialistické (jugoslávské) Makedonie. Do makedonské literatury a kultury tehdy výrazně zasáhl zejména tím, že byl členem jazykové komise, která v květnu 1945 Rezolucí o makedonské azbuce schválila podobu makedonské abecedy, jež se užívá dodnes.
Poté se však jugoslávský vůdce Josip Broz Tito dostal do sporu se sovětským diktátorem Stalinem a Markovski se postavil na Stalinovu stranu. Jako mnoho jiných stalinistů byl zatčen a vězněn na ostrově Goli otok.
V 60. letech Jugoslávii opustil, odstěhoval se do Bulharska a začal zde psát protitovské texty (zejm. kniha Goli Otok: Ostrov smrti). Stal se prominentem bulharské socialistické kultury, psal bulharsky a přijal i bulharskou národní identitu. V oficiálních vystoupeních označoval makedonskou národní identitu za umělý konstrukt, naopak v oficiálních makedonských médiích byl označován za národního zrádce. Od roku 1975 žil pod ochranou policie, neboť bulharské úřady věřily, že jugoslávská tajná služba UDBA se ho chystá zavraždit.
Makedonský dramatik Mladen Srbinovski napsal o Markovského životě a „národní konverzi“ divadelní hru Makedonský Faust.